# Станислав Стоянов (политик, р. 1981)
Вижте пояснителната страница за други значения на Станислав Стоянов.
Станислав Добринов Стоянов е български политик от партия „Възраждане“. Народен представител в XLVIII народно събрание.

## Биография
Станислав Стоянов е роден на 5 април 1981 г. в град Варна, Народна република България. Завършва бакалавърска степен по „Приложна лингвистика с френски и испански език", а след това магистратура по „Европейска интеграция“ във ВТУ „Св. св. Кирил и Методий“. Изкарва втора магистратура по „Европейска публична администрация“ от Лиежкия университет, Беглия.

## Политическа дейност
Станислав Стоянов е сред учредителите на партия „Възраждане“ през 2014 г.

### в Народното събрание
На парламентарните избори през 2022 г. е кандидат за народен представител от листата на партия „Възраждане“, водач в 4 МИР Велико Търново. Избран е за народен представител.

### в Европейския парламент
На изборите на 9 юни 2024 г.  е един от тримата кандидати на "Възраждане" избрани за членове на Европейския парламент. 
Стоянов е член и предсетател на най-малката парламентарна група в Европейския парламент "Европа на суверенните нации", доминирана от "Алтернатива за Германия". Член е на Комитета за парламентарно сътрудничество с Руската федерация.